# Europees kampioenschap volleybal mannen 2003

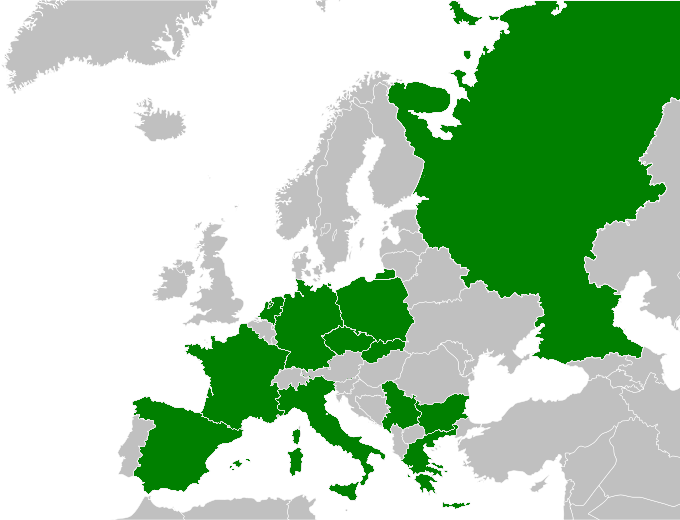
Gekwalificeerde landen

Het Europees kampioenschap volleybal mannen 2003 vond van 5 tot en met 14 september plaats in Karlsruhe en Leipzig (Duitsland).

## Toernooiregels
- De nummers een en twee van de poules spelen om de eerste vier plaatsen, de nummers 3 en 4 om de plaatsen 5 tot en met 8.
- De beide finalisten mogen naar de World Cup waar drie plekken zijn te verdienen voor de Olympische Spelen.
- De nummers drie tot en met zes mogen deelnemen aan het Europees olympisch kwalificatietoernooi.
- In de poulewedstrijden krijgt de winnaar 2 punten en de verliezer 1 (voor de moeite).

Door de plaats bij de eerste zes is Nederland zeker van deelname aan het EK van 2005 en van deelname aan het Europese kwalificatietoernooi voor de Olympische Spelen, in januari 2004 in Leipzig.
Eindstand:
1. Italië
2. Frankrijk
3. Rusland
4. Servië en Montenegro
5. Polen
6. Nederland

## Spelers van het Nederlands team
(sv=spelverdeler l=libero ha=hoofdaanval ma=middenaanval)

Rob Bontje --
Nico Freriks (sv) --
Mike van de Goor --
Guido Görtzen --
Marko Klok (l) --
Allan van de Loo --
Reinder Nummerdor (captain) --
Joppe Paulides --
Richard Schuil --
Jeroen Trommel --
coach: Bert Goedkoop

## Poule A
| 3. | Servië en Montenegro | 5 - 9 (14 - 5)  |
| 2. | Rusland              | 5 - 8 (10 - 9)  |
| 5. | Nederland            | 5 - 8 (10 - 10) |
| 1. | Polen                | 5 - 7 (11 - 11) |
| 4. | Bulgarije            | 5 - 7 (7 - 11)  |
| 6. | Griekenland          | 5 - 6 (7 - 13)  |

## Wedstrijden poule A
| vrijdag 5 september    | vrijdag 5 september  | vrijdag 5 september  |                               |
| ---------------------- | -------------------- | -------------------- | ----------------------------- |
| 3 - 0                  | Polen                | Griekenland          | 25-14 25-22 25-19             |
| 3 - 1                  | Rusland              | Bulgarije            | 25-22 23-25 28-26 25-20       |
| 3 - 1                  | Servië en Montenegro | Nederland            | 30-28 21-25 25-22 25-18       |
| zaterdag 6 september   |                      |                      |                               |
| 3 - 1                  | Rusland              | Polen                | 25-19 25-23 23-25 25-20       |
| 3 - 2                  | Nederland            | Griekenland          | 23-25 25-21 22-25 25-14 15-11 |
| 3 - 0                  | Servië en Montenegro | Bulgarije            | 25-22 25-19 25-18             |
| zondag 7 september     |                      |                      |                               |
| 3 - 2                  | Nederland            | Polen                | 29-27 21-25 25-21 24-26 15-9  |
| 3 - 1                  | Servië en Montenegro | Rusland              | 25-23 21-25 25-23 25-15       |
| 3 - 1                  | Griekenland          | Bulgarije            | 25-20 25-16 20-25 25-18       |
| woensdag 10 september  |                      |                      |                               |
| 3 - 0                  | Nederland            | Rusland              | 25-21 27-25 25-21             |
| 3 - 2                  | Bulgarije            | Polen                | 25-22 18-25 22-25 25-19 15-11 |
| 3 - 0                  | Servië en Montenegro | Griekenland          | 25-12 25-20 25-15             |
| donderdag 11 september |                      |                      |                               |
| 3 - 0                  | Bulgarije            | Nederland            | 26-24 25-21 26-24             |
| 3 - 2                  | Rusland              | Griekenland          | 24-26 27-25 24-26 25-20 15-9  |
| 3 - 2                  | Polen                | Servië en Montenegro | 25-22 22-25 26-28 25-19 15-13 |

## Poule B
| 1. | Italië    | 5 - 10 (15 - 2) |
| 2. | Frankrijk | 5 - 9 (13 - 4)  |
| 3. | Duitsland | 5 - 8 (10 - 8)  |
| 6. | Spanje    | 5 - 7 (7 - 11)  |
| 4. | Tsjechië  | 5 - 6 (5 - 13)  |
| 5. | Slowakije | 5 - 5 (3 - 15)  |

## Wedstrijden poule B
| vrijdag 5 september    | vrijdag 5 september | vrijdag 5 september |                         |
| ---------------------- | ------------------- | ------------------- | ----------------------- |
| 3 - 0                  | Frankrijk           | Spanje              | 25-17 32-30 25-19       |
| 3 - 1                  | Duitsland           | Slowakije           |                         |
| 1 - 3                  | Italië              | Tsjechië            |                         |
| zaterdag 6 september   |                     |                     |                         |
| 3 - 0                  | Italië              | Spanje              | 25-16 25-22 25-16       |
| 3 - 0                  | Duitsland           | Tsjechië            | 25-19 25-18 25-20       |
| 3 - 0                  | Frankrijk           | Slowakije           | 25-17 25-19 25-15       |
| zondag 7 september     |                     |                     |                         |
| 3 - 1                  | Tsjechië            | Slowakije           | 27-29 25-23 25-22 25-22 |
| 3 - 1                  | Italië              | Frankrijk           | 25-21 17-25 26-24 25-20 |
| 3 - 1                  | Duitsland           | Spanje              | 26-24 20-25 25-20 25-22 |
| woensdag 10 september  |                     |                     |                         |
| 3 - 1                  | Spanje              | Tsjechië            | 22-25 25-16 25-23 26-24 |
| 3 - 1                  | Frankrijk           | Duitsland           | 20-25 26-24 25-22 25-19 |
| 3 - 0                  | Italië              | Slowakije           | 25-14 25-12 25-15       |
| donderdag 11 september |                     |                     |                         |
| 3 - 0                  | Frankrijk           | Tsjechië            | 25-23 25-20 25-21       |
| 3 - 1                  | Spanje              | Slowakije           | 25-21 25-23 20-25 25-18 |
| 3 - 0                  | Italië              | Duitsland           | 25-17 25-20 25-19       |

Halve finales - zaterdag 13 september
Plaats 5 tot en met 8 
3 - 2 Nederland - Spanje (21-25 25-23 22-25 25-22 18-16)
3 - 1 Polen - Duitsland (25-21 23-25 34-32 25-22)
Halve finales
3 - 2 Frankrijk - Servië en Montenegro (25-22 19-25 25-20 22-25 16-14)
3 - 0 Italië - Rusland (25-18 25-18 25-16)
plaats 7 en 8
Spanje - Duitsland
plaats 5 en 6
3 - 0 Polen - Nederland (2521 25-20 25-13)
plaats 3 en 4
3 - 1 Rusland - Servië en Montenegro (25-11 24-26 25-19 25-23)
Finale
3 - 2 Italië - Frankrijk (25-18 40-42 25-18 27-29 15-9)
1948 · 
1950 · 
1951 · 
1955 · 
1958 · 
1963 · 
1967 · 
1971 · 
1975 · 
1977 · 
1979 · 
1981 · 
1983 · 
1985 · 
1987 · 
1989 · 
1991 · 
1993 · 
1995 · 
1997 · 
1999 · 
2001 · 
2003 · 
2005 · 
2007 · 
2009 · 
2011 · 
2013 · 
2015 · 
2017 ·
2019 ·
2021 ·
2023